# Мошнино (Владимирская область)
Мошнино — село в Александровском районе Владимирской области России, входит в состав Следневского сельского поселения.

## География
Село расположено в 9 км на северо-восток от Александрова, одноимённая железнодорожная платформа на линии Александров — Ярославль.

## История

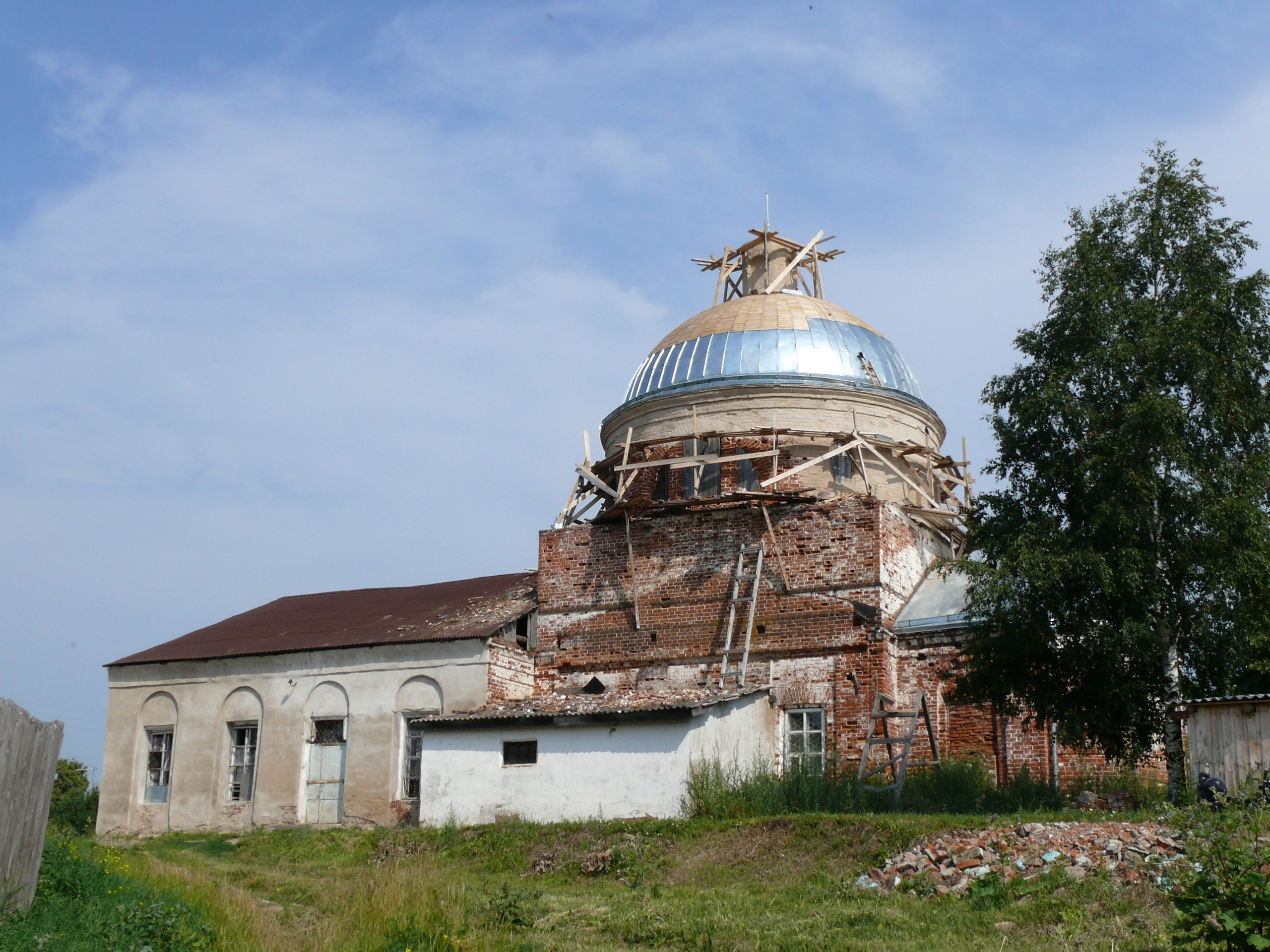
Церковь Покрова Богородицы в 2011 году

Церковь в селе существовала в начале XVII столетия. По патриаршим окладным книгам под 1628 годом записана церковь Покрова Святой Богородицы в селе Мошнине. Эта церковь к началу XVIII столетия крайне обветшала и вместо неё прихожанами выстроена была новая деревянная церковь, которая была освящена в тоже наименование в 1715 году строителем Лукьяновой пустыни Авраамием. В 1820 году в Мошнине вместо деревянной церкви построен каменный храм с колокольней. Престолов в нём было три: в холодной в честь Покрова Пресвятой Богородицы, в приделах тёплых во имя святых апостолов Петра и Павла и святого Евангелиста Иоанна Богослова. Приход состоял из села Мошнина и деревень: Иванькова, Коскова, Бабицева, Григорова, Темкина, Сивкова. В селе Мошнине имелась земская народная школа, учащихся в 1892-93 году было 43.    
В конце XIX — начале XX века село входило в состав Александровской волости Александровского уезда Владимирской губернии. В 1905 году в селе числилось 34 двора.
С 1929 года село являлось центром Мошнинского сельсовета Александровского района, позднее — в составе Балакиревского сельсовета, с 2005 года — в составе Следневского сельского поселения.

## Население
| 1859 | 1905 | 1926 | 2002 | 2010 | 2021 |
| ---- | ---- | ---- | ---- | ---- | ---- |
| 212  | ↗244 | ↘205 | ↘136 | →136 | ↘29  |

## Достопримечательности
В селе находится церковь Покрова Пресвятой Богородицы, построенная в 1820 году в стиле классицизм. Церковь была закрыта в 1935 году. Первая служба в возрождаемом храме прошла в 1999 году, 24 декабря 2011 года на куполе был установлен крест.